# 普里恩 (路易斯安那州)
普里恩（英語：Prien）是位於美國路易斯安那州卡爾克蘇堂區的一個普查規定居民點。

## 人口
根據2020年美國人口普查的數據，普里恩的面積為15.48平方千米，當中陸地面積為13.84平方千米，而水域面積為1.64平方千米。當地共有人口7745人，而人口密度為每平方千米500.32人。